# HD 168746 b
HD 168746 b는 뱀자리 방향으로 지구로부터 약 141광년 떨어진 곳에 있는 외계 행성이다. 이 행성의 어머니 항성은 태양과 비슷한 G 분광형의 HD 168746이다. 최소 질량은 목성의 0.23배로, 이 값이 실제 질량이라고 가정하면 토성보다도 가볍다. 그러나 도플러 효과는 최소 질량만을 알 수 있는 방법이기 때문에 실제 질량은 더 무거울 가능성도 있다. 항성으로부터 매우 가까운 거리를 돌고 있는데 그 간격은 태양~지구 거리의 6퍼센트밖에 되지 않는다. 항성을 한 바퀴 도는 데에는 6.4일 걸린다.

## 같이 보기
- 뜨거운 목성

## 참고 문헌
- (영어) Pepe;  외. (2002). “The CORALIE survey for southern extra-solar planets VII Two short-period Saturnian companions to HD 108147 and HD 168746”. 《Astronomy and Astrophysics》 388: 632–638. doi:10.1051/0004-6361:20020433.[깨진 링크(과거 내용 찾기)]